# János Sőtér
János Sőtér, född 27 december 1946 i Budapest, är en tidigare ungersk orienterare. Han tog brons i stafett vid VM 1972.